# ۴-اتیل‌بنزآلدهید
۴-اتیل‌بنزآلدهید (به انگلیسی: 4-Ethylbenzaldehyde) یک ترکیب شیمیایی با شناسه پاب‌کم ۲۰۸۶۱ است. 